# تپه امامزاده گنجگاه گریک دالی
تپه امامزاده گنجگاه گریک دالی مربوط به عصر آهن است و در شهرستان کوثر، بخش مرکز ی، دهستان سنجبد غربی، روستای گنجگاه گریک دالی واقع شده و این اثر در تاریخ ۱۵ دی ۱۳۸۷ با شمارهٔ ثبت ۲۳۹۹۹ به‌عنوان یکی از آثار ملی ایران به ثبت رسیده است.